# Amtsgericht Lauenstein (Erzgebirge)
Das Amtsgericht Lauenstein war ein Gericht der ordentlichen Gerichtsbarkeit und ein Amtsgericht in Sachsen mit Sitz in Lauenstein.

## Geschichte
In Lauenstein bestand bis 1879 das Gerichtsamt Lauenstein als Eingangsgericht. Im Rahmen der Reichsjustizgesetze wurden 1879 im Königreich Sachsen die Gerichtsämter aufgehoben und Amtsgerichte, darunter das Amtsgericht Lauenstein, geschaffen. Der Gerichtssprengel umfasste Lauenstein mit Kratzhammer und Unterlöwenhain, Stadt Bärenstein mit Bärenklau, Dorf Bärenstein, Berthelsdorf, Börnchen bei Lauenstein mit Kleinbörnchen, Börnersdorf, Breitenau, Dittersdorf, Döbra, Fürstenau, Fürstenwalde, Glashütte, Gleisberg, Gottgetreu, Hennersbach, Liebenau mit Kleinliebenau, Löwenhain (Oberlöwenhain), Müglitz, Neudörfel bei Lauenstein, Oelsengrund, Rudolphsdorf, Rückenhain, Walddörfchen und Waltersdorf bei Lauenstein. Das Amtsgericht Lauenstein war eines von 14 Amtsgerichten im Bezirk des Landgerichtes Dresden. Der Amtsgerichtsbezirk umfasste danach 8338 Einwohner. Das Gericht hatte damals eine Richterstelle und war das zweitkleinste Amtsgericht im Landgerichtsbezirk.
Ende 1931 wurde das Amtsgericht Altenberg aufgehoben. Das Amtsgericht Lauenstein übernahm seine Aufgaben für die Gemeinden Altenberg, Geising, Georgenfeld, Hirschsprung, Zinnwald und den selbständige Gutsbezirk Staatsforstrevier Hirschsprung-Altenberg. Die anderen Gemeinden des Amtsgerichts Altenberg wurden dem Amtsgericht Dippoldiswalde zugeordnet.
Mit den Durchführungsbestimmungen zur Vereinfachung der Gerichtsorganisation im Land Sachsen vom 28. Mai 1951 zur Verordnung vom 5. Mai 1951 wurde das Amtsgericht Leisnig zum Zweiggericht und nur noch für Angelegenheiten der freiwilligen Gerichtsbarkeit zuständig. Mit dem Gerichtsverfassungsgesetz vom 2. Oktober 1952 wurde das Amtsgericht Leisnig in der DDR aufgehoben und das Kreisgericht Dippoldiswalde an seiner Stelle eingerichtet. Gerichtssprengel war nun der Kreis Dippoldiswalde.

## Gerichtsgebäude

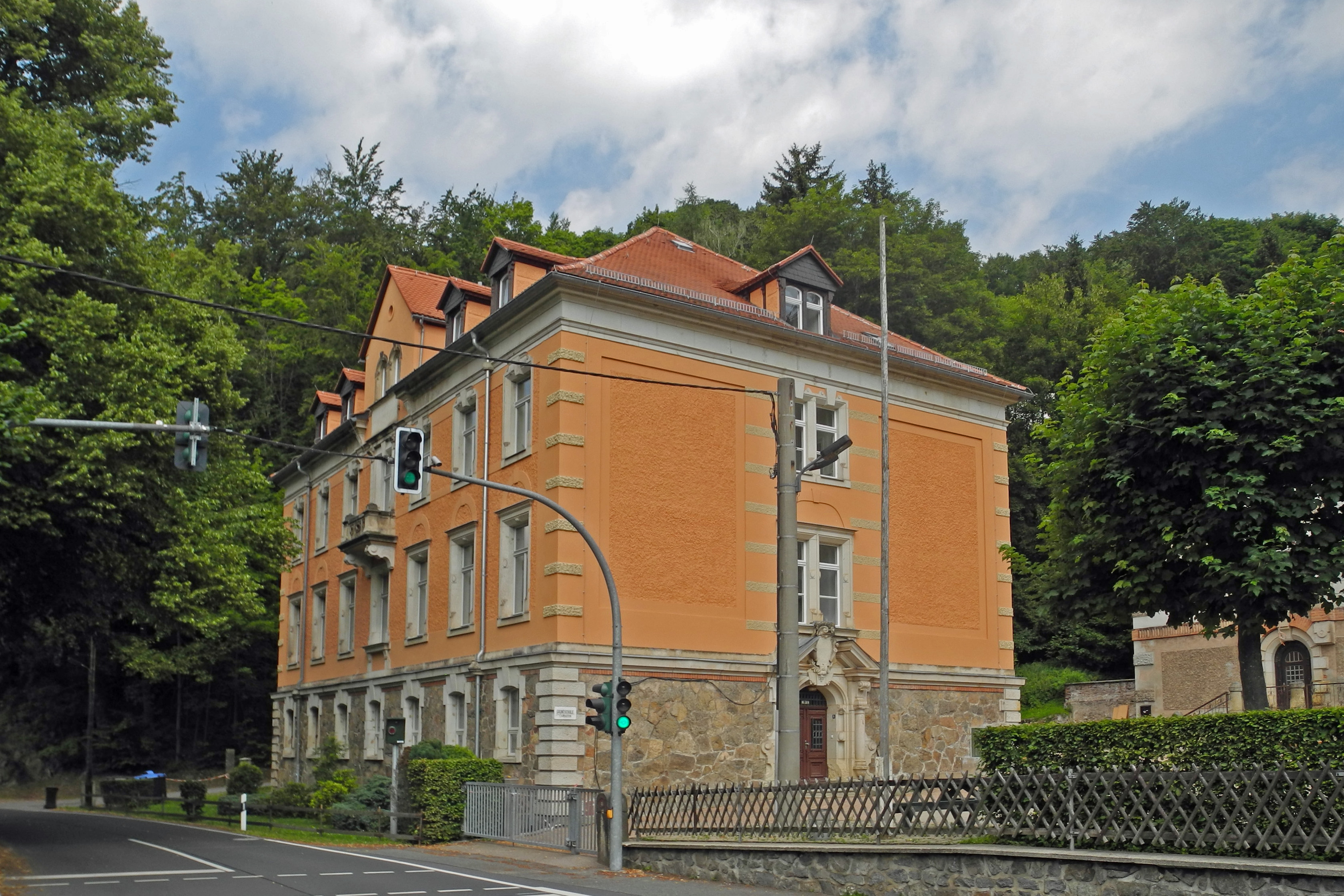
Ehem. Gerichtsgebäude (vor 2019)

Das Amtsgerichtsgebäude (Talstraße 5; 6) wurde 1902 eröffnet. Das ehemalige Amtsgericht ist ein großer Putzbau mit aufwändiger Fassadengestaltung. Aufgrund seiner baugeschichtlichen und ortsgeschichtlichen Bedeutung steht es unter Denkmalschutz. Es wird heute als Grundschule genutzt.